# Phim cương thi
Phim cương thi (tiếng Anh: jiangshi film hoặc goeng-si film; giản thể: 殭尸片; phồn thể: 殭屍片; bính âm: jiāng shī piàn; Việt bính: goeng si pin; Hán-Việt: cương thi phiến) là một thể loại phim kinh dị (xuất hiện cả trong văn học, điện ảnh và truyền hình) dựa trên hình tượng cương thi trong văn hóa dân gian Trung Quốc, một dạng xác chết hồi sinh do các Đạo sĩ điều khiển, tương tự như zombie hay ma cà rồng ở phương Tây. Truyện về cương thi (tiếng Anh: jiangshi fiction hoặc goeng-si fiction) xuất hiện lần đầu trong văn học đời nhà Thanh và dòng phim cương thi là thể loại chủ lực của ngành công nghiệp điện ảnh Hồng Kông. Các bộ phim cương thi của Hồng Kông như Cương thi tiên sinh và Quỷ đả quỷ bám theo công thức pha lẫn các yếu tố kinh dị với hài hước và võ thuật kung fu.